# Nederlandse Gasunie

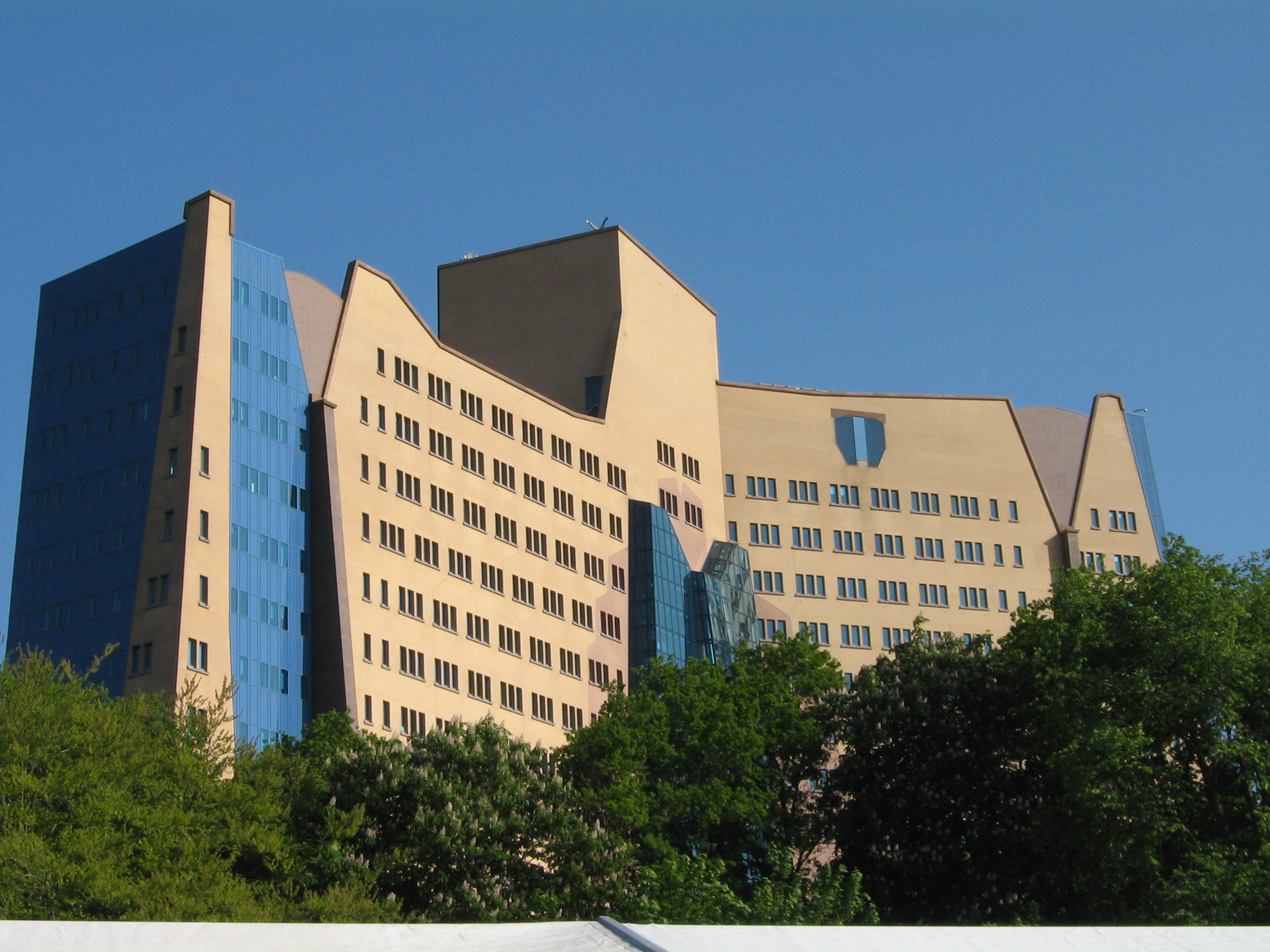
Штаб-квартира

Nederlandse Gasunie — нидерландская газотранспортная компания. Штаб-квартира — в городе Гронинген, столице одноимённой провинции страны. Gasunie владеет Нидерландской газотранспортной сетью общей протяженностью более 12 000 километров и сетью длиной 3,100 километров в Германии.

## Собственники и руководство
Основана в 1963 году в форме открытой акционерной компании (голл. Naamloze Vennootschap, сокращенно N.V.).
100 % акций компании принадлежат правительству Нидерландов.
С 1 сентября 2010 года председатель правления (Chairman of the Executive Board) и главный исполнительный директор (CEO) компании — Пол ван Гелдер (Paul van Gelder).

## Деятельность
Nederlandse Gasunie осуществляет транспортировку природного газа в Нидерландах, протяжённость сети газопроводов — 11 600 км.
Является оператором газотранспортной сети Нидерландов (Transmission System Operator — TSO).
Объём прокачанного газа в 2005 году — 95,2 млрд м³, выручка за тот же период — 1,277 млрд евро ($1,51 млрд.), чистая прибыль — 432 млн евро ($512 млн.).
Nederlandse Gasunie вместе с E.ON Ruhrgas и бельгийской Fluxys владеет морским газопроводом BBL протяжённостью 235 км, соединяющим Великобританию с голландским побережьем.
В ноябре 2007 года Gasunie приобрела 9% долю в Nord Stream AG , управляющей газопроводом «Северный поток» (в 2023 после диверсии полностью списала).
В 2008 году Gasunie приобрела транспортную сеть германской компании BEB Erdgas und Erdöl с примерно 3,100 километрами газопроводов на севере Германии. Немецкая дочерняя компания называется Gasunie Deutschland.